# Re·ac·tor
《Re·ac·tor》는 캐나다의 포크 록 음악가 닐 영의 열한 번째 스튜디오 음반으로 1981년 11월 2일에 발매된 미국의 록 밴드 크레이지 호스와의 네 번째 음반이다. 이 음반은 그가 다음 5개의 음반을 위해 게펀 레코드로 옮기기 전에 리프리즈 레코드를 통해 발매된 마지막 음반이었다.

## 내용

### 음악 스타일
이 음반은 영이 싱클라비어를 처음 사용한 것으로 기록되었으며, 이후 음반인 《Trans》 (1982년)와 《Landing on Water》 (1986년)에 많이 실리게 될 것이다.
〈Shots〉라는 노래는 원래 발라드로 1978년에 라이브로 공연되었다.
2003년 《시카고 트리뷴》의 그레그 코트는 《Re·ac·tor》가 펑크 블루스 소음을 만들 수 있다고 선언했다. "그것은 대체품들이 녹음한 그 어떤 것만큼이나 덥수룩하고 지저분하게 들립니다." 올뮤직은 이 음반을 "기타 흠뻑 젖은 하드 록"으로 구성했다고 밝혔다.

## 반응
| 전문가 평가       | 전문가 평가 |
| 평가 점수         | 평가 점수   |
| 출처              | 점수        |
| ----------------- | ----------- |
| AllMusic          | [ 1 ]       |
| Pitchfork         | (6.8/10)    |
| The Village Voice | B+          |

올뮤직의 윌리엄 룰만은 회고평에서 《Re·ac·tor》에 대해 대체로 무시하며, 비록 그는 〈Shots〉를 "아찔한 연주가 주어졌을 때 더 실질적이고 위협적인 노래"라고 칭찬하지만, 레코드에 별 5개 중 2개만을 부여했다.

## 곡 목록
모든 곡들은 특별한 언급이 없는 한 닐 영에 의해 작사/작곡하였다.
| #  | 제목                              | 작사·작곡           | 재생 시간 |
| -- | --------------------------------- | ------------------- | --------- |
| 1. | 〈Opera Star〉                    |                     | 3:31      |
| 2. | 〈Surfer Joe and Moe the Sleaze〉 | 영, 프랭크 삼페드로 | 4:15      |
| 3. | 〈T-Bone〉                        |                     | 9:10      |
| 4. | 〈Get Back on It〉                |                     | 2:14      |

| #  | 제목                 | 재생 시간 |
| -- | -------------------- | --------- |
| 1. | 〈Southern Pacific〉 | 4:07      |
| 2. | 〈Motor City〉       | 3:11      |
| 3. | 〈Rapid Transit〉    | 4:35      |
| 4. | 〈Shots〉            | 7:42      |